# Elton Mayo
George Elton Mayo (Ausztrália, Adelaide, 1880. december 26. – 1949. szeptember 7.), ausztrál pszichológus, akit ma az „Emberi kapcsolatok” szellemi atyjának tekintenek.

## Élete, munkássága
Dr. Mayo 1919 és 1923 között a Queensland Egyetemén tanított, majd az Egyesült Államokba költözött, ahol a Pennsylvania Egyetemén lett tanár. 
1926-ban elfogadta a Harvard Business School ipari kutatás karának professzori katedráját, ahol Lawrence J. Hendersonon keresztül ismerkedett meg a Pareto-féle elmélettel és ezzel a szociológiával. Mayo már 46 éves volt, és az újonnan tanult szociológiai elméleteket a kor más – neki ismerős – vezetéselméleti tanulmányaira kezdte el alkalmazni. A kutatásokat nem mindig maga végezte, hanem sokszor mások kutatási eredményeire alapozva fejlesztette ki „Az ipari civilizáció emberi problémái” című könyvébe összegyűjtött következtetéseit. Ebben az 1933-ban kiadott könyvben foglalta össze kutatásai eredményeit, melyek szerint a termelékenységet jelentősen befolyásolják az emberek közötti kapcsolatok, a pszichikus és szociális tényezők és a szervezeten belül kialakult különböző viszonyok. Mayo megállapította, hogy a munkamegosztási viszonyok sok különböző hatalmi-, érdek- és érzelmi kapcsolatrendszert alakítottak ki és ezek az informális csoportok gyakran nagyobb hatással vannak a szervezet működésére, mint a szervezet formális egységei.
Ezeket az eredményeket nagy részben az azóta híressé vált, a Western Electric vállalat Hawthorne gyárában 1927 és 1932 között végzett tanulmányokon végzett kutatásainak köszönhette. Kutatásai során sikeresen bizonyítani tudta, hogy a Hawthorne tanulmányokban leírtakkal ellentétben az ipari szervezetek problémáinak szociális tényezői is vannak, és nagyrészük azokkal kapcsolatos okokra vezethető vissza. A már említett
- 1933-ban megjelent „Az ipari civilizáció emberi problémái” könyve után az
- 1945-ben kiadott „Egy ipari civilizáció emberi problémái”, majd az
- 1947-es „Egy ipari civilizáció politikai problémái” című könyveiben

ezeket a gondolatokat továbbfejlesztette és rámutatott a szervezetek belső konfliktusaihoz vezető, a munkások „érzelem logikája” és a munkairányítók „hatékonyság és költség logikája” közötti feszültségekre. Az utolsó könyvében pedig megvesztegetett kormányzati és politikai vezetők által hozott, és az ipar által teljesíthetetlen rendeletek következtében fellépő politikai problémákat írja le nagy részletességgel.
Az ipar-szervezeti vezetés és irányítás fejlődésében Mayo nagy szerepét a „társadalmi ember” felfedezése adta és annak kimutatása, hogy a munkahelynek nagy szüksége van ez aspektusnak elismerésére. A Hawthorne tanulmányok mellett Mayo tényleges bizonyítékokat mutatott fel a Follet-féle elmélet támogatására. A Hawthorne tanulmány olyan apróságokra hívta fel a figyelmet, amiket a vezetés könnyűszerrel megoldhatott, mint például a munkakörülmények megjavítását célzó munkahelyi világítás felújítása volt. Follett korábbi elmélete szerint azonban, a munkások beidegződött és pillanatnyi érzelmeik hatása alatt viszonyulnak a vezetéshez, és Mayo érvelése szerint az mindkét félnek csak előnyére válik, ha a munkást főnökei tisztelettel és szükségletei kielégítésével kezelik. Tehát a tanulmányban leírt problémák igazi megoldása a munkakörülmények javításán messze túllép, Mayo javaslatára a vezetésnek több figyelmet kell fordítania a munkásokkal kialakított kapcsolataira.
Mayo nem részletezte ugyan a vezetés figyelmének, a csoportkapcsolatoknak és a különleges elismeréseknek a munkások közérzetére való hatását, s nem tért ki arra sem, hogy a termelékenység javulása mennyiben az emberi tényezők, és mennyiben környezeti tényezők eredménye, de az látható volt mindenki számára, hogy az általa javasolt, még kis figyelmesség is nagy előnyökkel fizetett vissza. Ezért manapság az „Emberi kapcsolatok” szellemi atyjának általánosan dr. George Elton Mayot tekintik.

## Hatása
Sokat vitatták elméleteit, mindezzel együtt alapműveit még 2000 után is újra közreadták.

## Magyarországi nyilvános könyvtárakban található kötetei
- The human problems of an industrial civilization. 2. ed. Boston : Harvard University, 1946. VII, 187 p.
- The social problems of an industrial civilization (1949)
- Probleme indrustrieller Arbeitsbedingungen (német fordításban, c. 1950)